# Agoraea santaria
Agoraea santaria är en fjärilsart som beskrevs av William Schaus 1920. Agoraea santaria ingår i släktet Agoraea och familjen björnspinnare. Inga underarter finns listade i Catalogue of Life.